# Niszczyciele min typu Bay
Niszczyciele min typu Bay – typ dwóch australijskich niszczycieli min o konstrukcji katamaranu zbudowanych dla Royal Australian Navy w połowie lat 80. XX wieku w stoczni Carrington Slipways w Newcastle. Okręty weszły w skład Royal Australian Navy w latach 1986-1987. Jednostki zostały skreślone z listy floty w sierpniu 2001 roku, a następnie sprzedane w 2003 roku.

## Projekt i budowa
W kwietniu 1981 roku marynarka australijska ogłosiła zapotrzebowanie na dwa niszczyciele min o konstrukcji katamaranu z tworzyw sztucznych – laminatów poliestrowo-szklanych, a zamówienie na okręty zostało złożone w styczniu 1983 roku. Zamówione miały być kolejne cztery jednostki (o nazwach „Westernport”, „Discovery”, „Esperance” i „Melville”), jednak z powodu zbyt małych wymiarów okrętów i problemów z działaniem sonaru program budowy kolejnych niszczycieli min typu Bay anulowano .
Oba niszczyciele min typu Bay zbudowane zostały w stoczni Carrington Slipways w Newcastle . Stępki okrętów położono w latach 1984–1985, a wodowane zostały w latach 1986–1987 .
| Okręt                    | Stocznia            | Położenie stępki | Wodowanie       | Wejście do służby    |
| ------------------------ | ------------------- | ---------------- | --------------- | -------------------- |
| HMAS „Rushcutter” (M 80) | Carrington Slipways | 16 sierpnia 1984 | 3 maja 1986     | 1 listopada 1986     |
| HMAS „Shoalwater” (M 81) | Carrington Slipways | 17 września 1985 | 20 czerwca 1987 | 10 października 1987 |

## Dane taktyczno-techniczne
Okręty typu Bay były dwukadłubowymi przybrzeżnymi niszczycielami min wykonanymi z laminatów poliestrowo-szklanych, o długości całkowitej 31 metrów (28 metrów na wodnicy), szerokości 9 metrów i zanurzeniu 2 metry. Wyporność standardowa wynosiła 100 ton, a pełna 170 ton . Siłownie okrętów stanowiły dwa silniki wysokoprężne SACM-Poyaud 520-V8-S2 o łącznej mocy 650 KM, napędzające poprzez układ hydrauliczny dwa pędniki azymutalne Schottel. Prędkość maksymalna okrętów wynosiła 10 węzłów. Zasięg jednostek wynosił 1200 Mm przy prędkości maksymalnej 10 węzłów .
Uzbrojenie okrętów stanowiły dwa pojedyncze stanowiska wkm kalibru 12,7 mm .
Wyposażenie przeciwminowe stanowiły: elektromagnetyczny Mini-Dyad oraz dwa pojazdy podwodne PAP-104 . Wyposażenie radioelektroniczne obejmowało radar Kelvin Hughes 1006 i podkilowy sonar DSQS-11H.
Załoga pojedynczego okrętu składała się z 3 oficerów oraz 11 podoficerów i marynarzy.

## Służba
Niszczyciele min zostały przyjęte w skład Royal Australian Navy w latach 1986-1987, otrzymując numery taktyczne M 80 – M 81 . Na początku lat 90. na okrętach zamontowano nowe sonary: DSQS-11M na HMAS „Rushcutter” i Ibis V na HMAS „Shoalwater” . Obie jednostki zakończyły służbę w sierpniu 2001 roku , a następnie zostały sprzedane w 2003 roku. Ich miejsce zajęły niszczyciele min typu Huon.